# گویش بستکی
لهجه بستکی یکی از لهجه‌های زبان اچومی  است که در شهر بستک در غرب استان هرمزگان ایران متداول است. زبان اچومی زبان مناطق جنوب فارس و غرب هرمزگان مانند شهرستان‌های لارستان، خنج، گراش، اوز و بستک است و در مقایسه با زبان فارسی امروزی، دست‌نخورده‌تر است.